# Argania albimacula
Argania albimacula är en fjärilsart som beskrevs av Paul Dognin 1914. Argania albimacula ingår i släktet Argania och familjen nattflyn. Inga underarter finns listade i Catalogue of Life.